# 크라이슬러 세브링
크라이슬러 세브링(Chrysler Sebring)은 미국의 자동차 메이커 크라이슬러가 생산, 판매된 중형 승용차이다.

## 1세대 (FJ/JX)

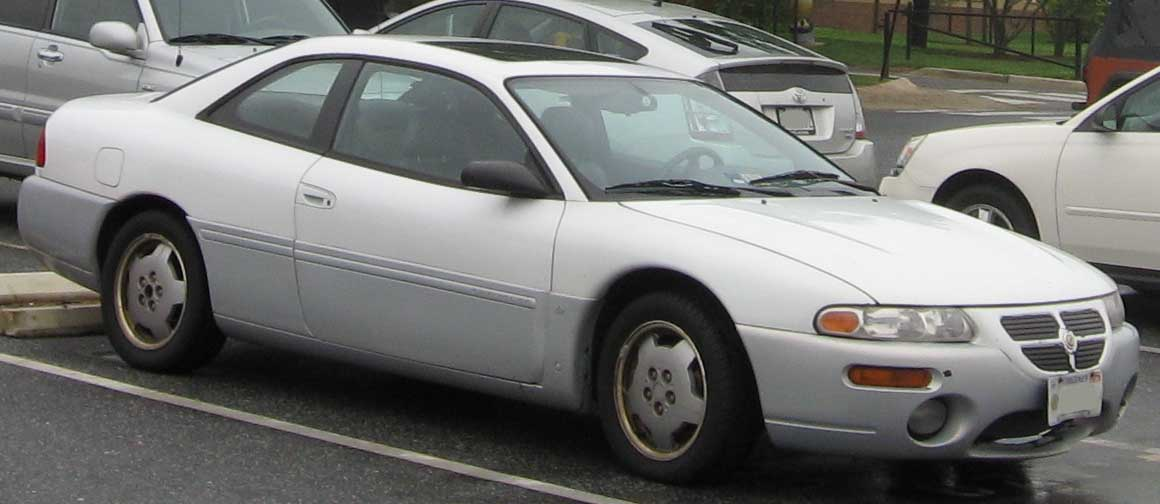
크라이슬러 세브링(전기형 쿠페) 정측면

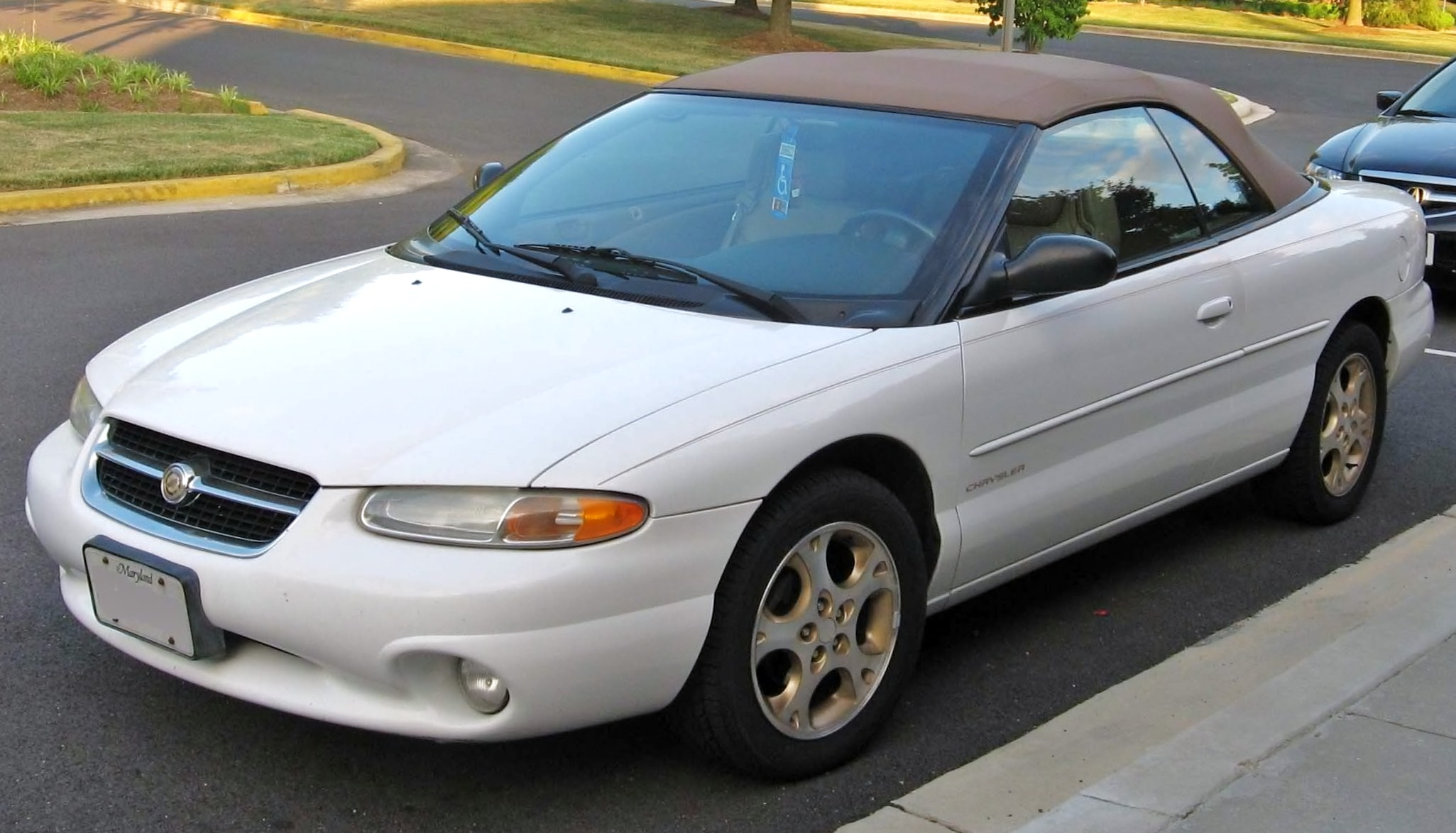
크라이슬러 세브링(전기형 컨버터블) 정측면

1994년 12월에 레바론의 후속 차종으로 출시되었으며, 7세대 미쓰비시 갤랑을 기반으로 생산되었다. 이글 브랜드로 판매된 탈론에 쓰였던 스티어링 컴포넌트, 대시 보드, 서스펜션 등을 공유했다. 닷지 브랜드로 판매된 어벤저보다 서스펜션이 소프트로 설정되어 어벤저보다 주행 성능이 더 우수하다. 승차정원은 5인승인데다가, 실내 공간과 트렁크 용량은 동급과 같은 정도였다. 엔진은 미쓰비시제 6G73형 V형 6기통 2.5L 엔진과 자사의 420A형 직렬 4기통 2L 엔진이 탑재되어 41TE 4단 자동변속기와 5단 수동변속기가 장착되었다. 쿠페가 먼저 출시되었고, 1996년에 컨버터블이 추가되었지만 쿠페와는 차체를 공유하지 않은 다른 차량이었다. 또한 닷지와 플리머스 브랜드로는 판매되지 않았다. 엔진은 미쓰비시제 6G73형 V형 6기통 2.5L 엔진과 자사의 EDZ형 직렬 4기통 2.4L 엔진이 탑재되어 41TE 4단 자동변속기가 장착됐다. 1997년에 쿠페가 먼저 부분 변경을 거쳐 프론트 그릴의 디자인이 변경되었으며, 1998년에 컨버터블 사양에 리미티드 트림이 추가되었다. 1999년에는 컨버터블에도 부분 변경을 거쳤다.

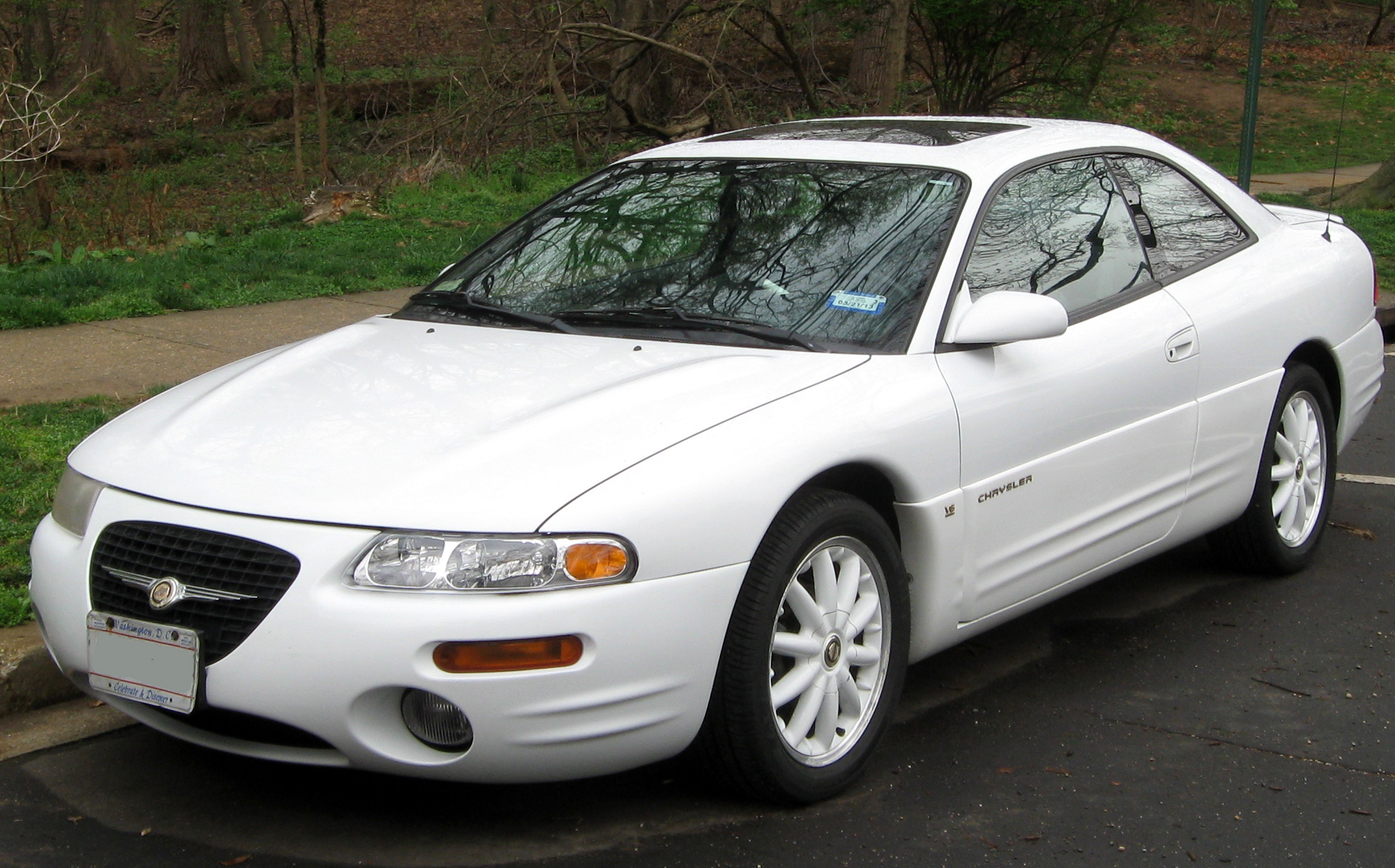
크라이슬러 세브링(후기형 쿠페) 정측면
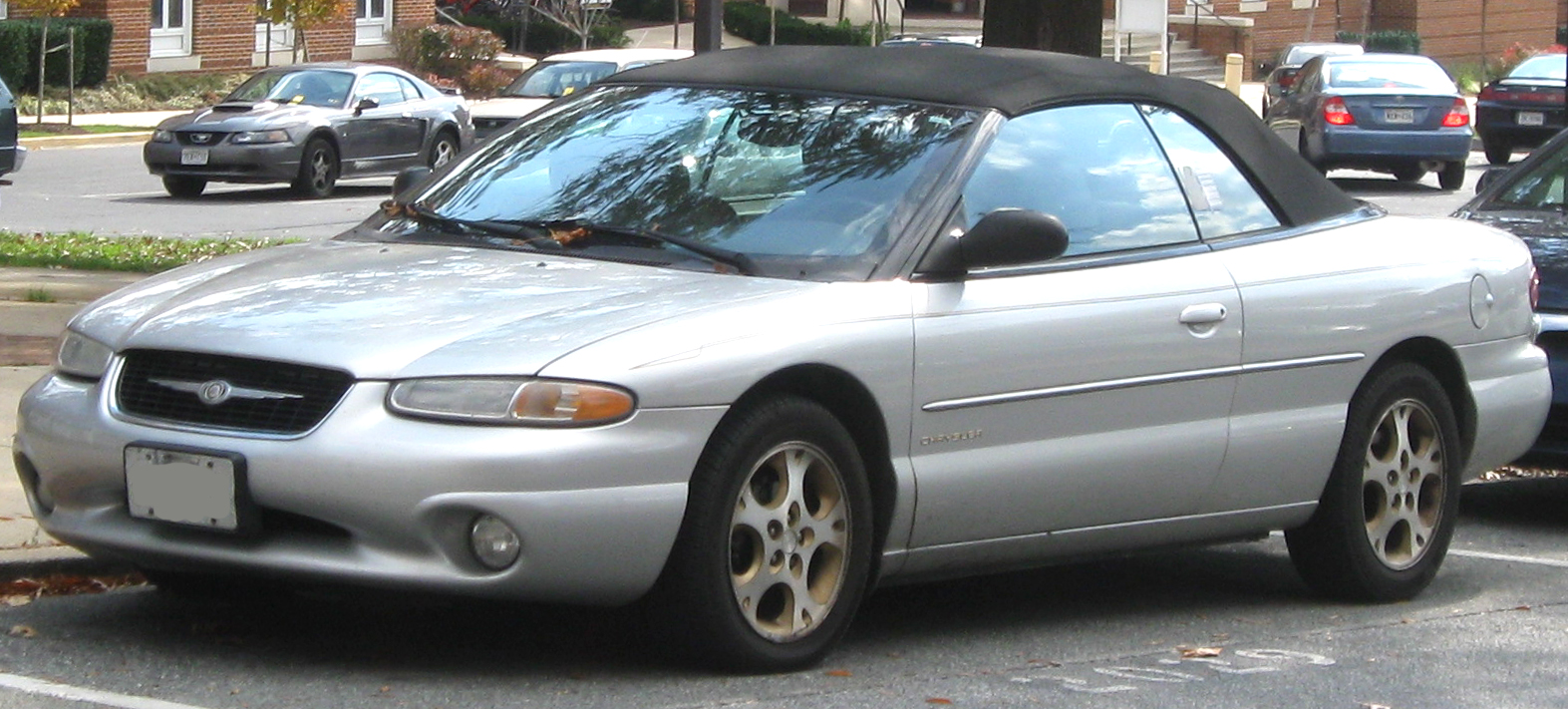
크라이슬러 세브링(후기형 컨버터블) 정측면

## 2세대 (ST-22/JR)

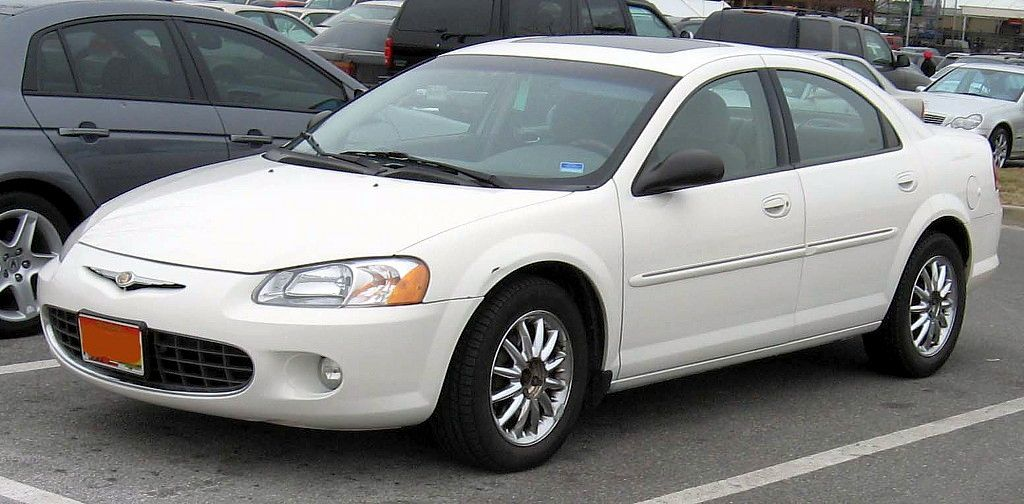
크라이슬러 세브링(전기형 세단) 정측면

2000년에 출시되었으며, 역대 세브링 중 최초로 세단이 추가되었다. 세단 모델의 경우 이전에 판매되었던 시러스를 대체하는 후속 차종이지만 멕시코에서는 여전히 시러스라는 이름으로 팔렸다. 쿠페는 1세대와 마찬가지로 다른 차체를 사용했지만, 컨버터블과 세단은 크라이슬러의 JR 플랫폼을 사용하였다. 엔진은 쿠페의 경우 미쓰비시제 6G72형 V형 6기통 3L 엔진과 자사 제품의 4G64형 직렬 4기통 2.4L 엔진을 탑재하고 F4A42 및 F4A51 4단 자동변속기와 5단 수동변속기가 장착되었다. 세단과 컨버터블의 경우 자사의 것을 이용하고 EER형 V형 6기통 2.7L 엔진과 EDZ형 직렬 4기통 2.4L 엔진이 탑재되어 41TE 4단 자동변속기와 5단 수동변속기가 장착되었다. 2002년에 컨버터블에 GTC 트림이 추가되었으며, 2004년에 부분 변경을 거쳤고, 베이스, 리미티드, 투어링 트림이 추가된 대신 LXi가 폐지되었다. 컨버터블 모델은 LX가 폐지되고, 대신 이미 그 자리에서 2001년부터 준비된 리미티드 트림이 대신하였다. 2005년에 세단 모델에 시그너처 시리즈와 TSi가 추가된 대신, LX 트림이 소멸되었다. 이 때부터 판매가 부진하던 쿠페가 먼저 단종되었고, 2006년에 세단이, 2008년에는 컨버터블도 단종되었다. 단종 후에 러시아에서는 GAZ를 통해 세브링을 기반으로 만들어 현지 취향에 맞게 볼가의 아랫급 차종인 볼가 사이버가 팔렸으나, 판매가 부진해 2010년에 후속 차종 없이 단종되었다.

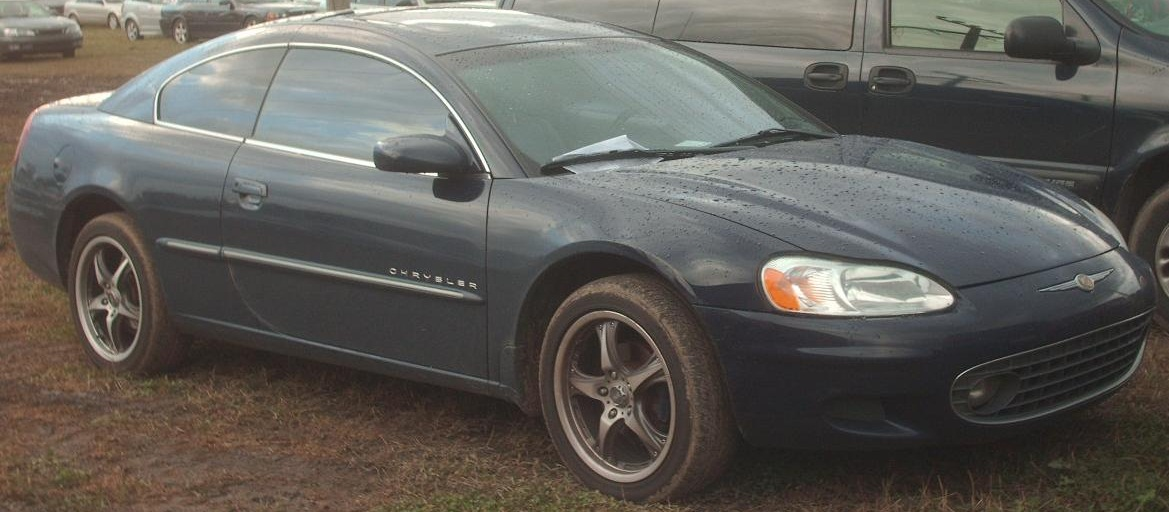
크라이슬러 세브링(전기형 쿠페) 정측면
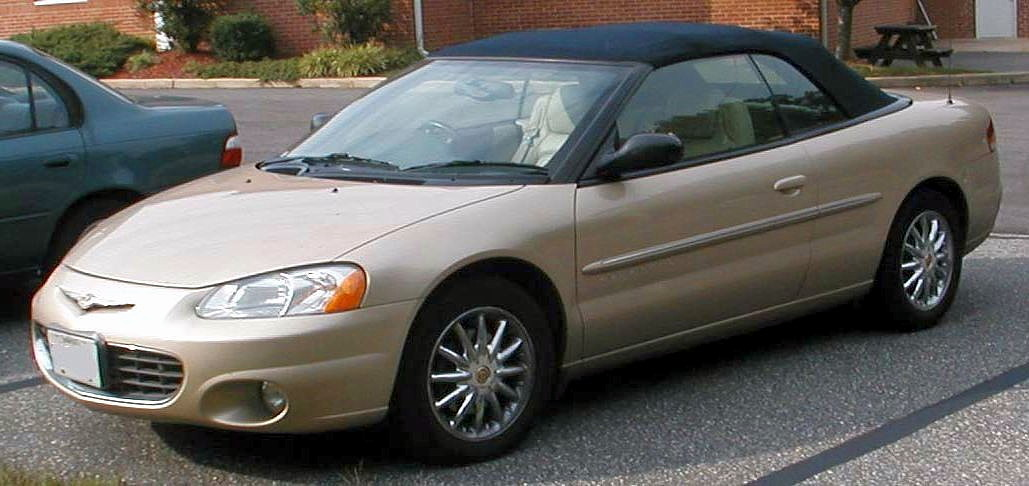
크라이슬러 세브링(전기형 컨버터블) 정측면
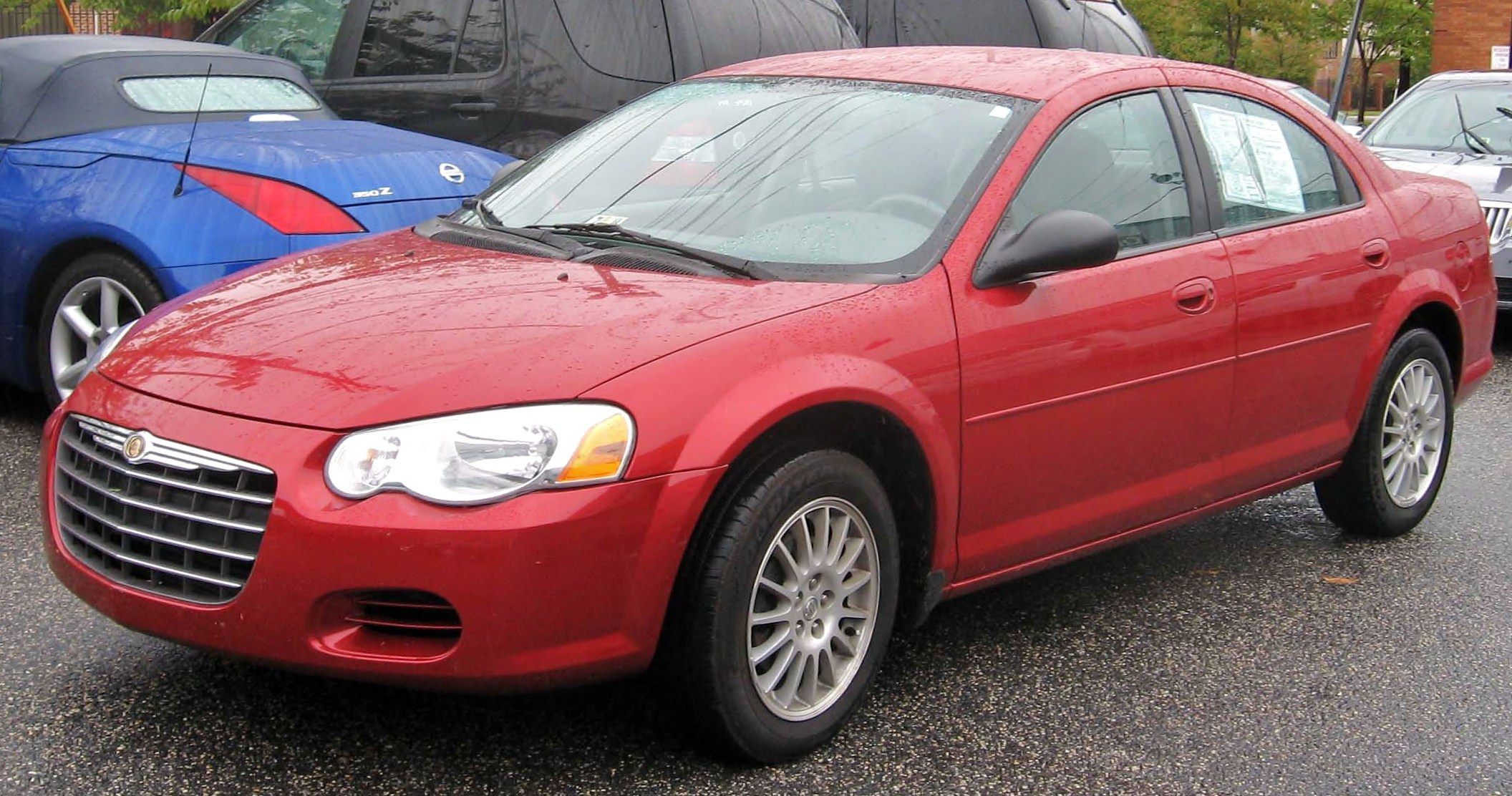
크라이슬러 세브링(후기형 세단) 정측면
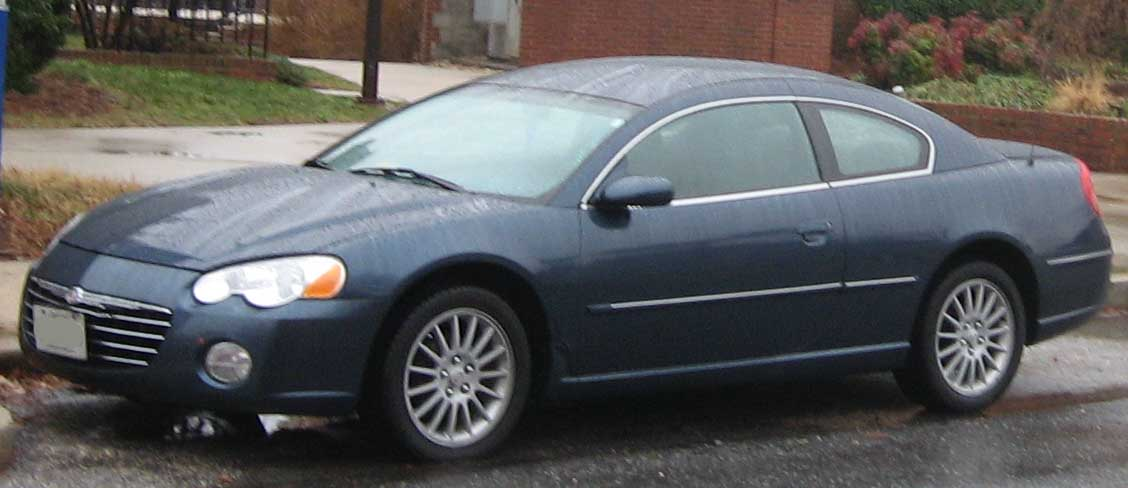
크라이슬러 세브링(후기형 쿠페) 정측면
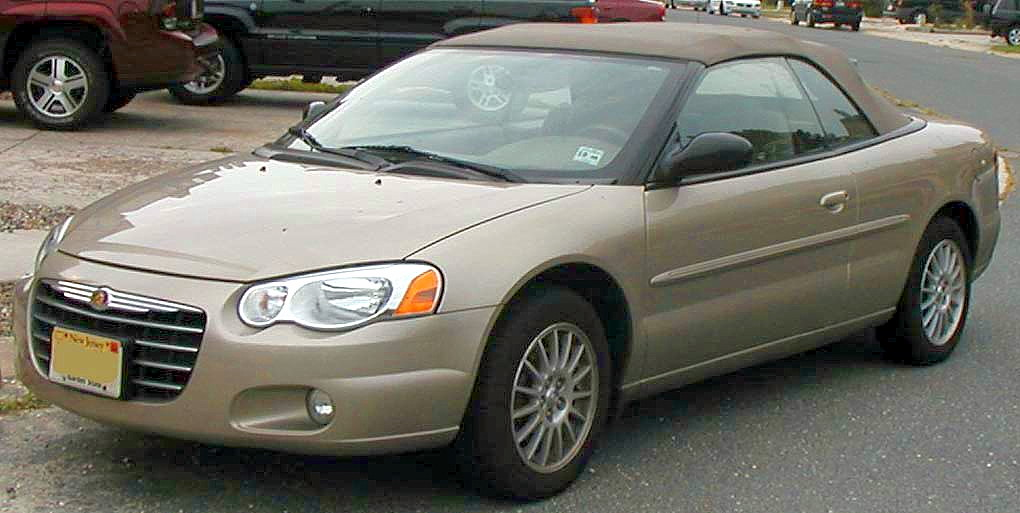
크라이슬러 세브링(후기형 컨버터블) 정측면

## 3세대 (JS)

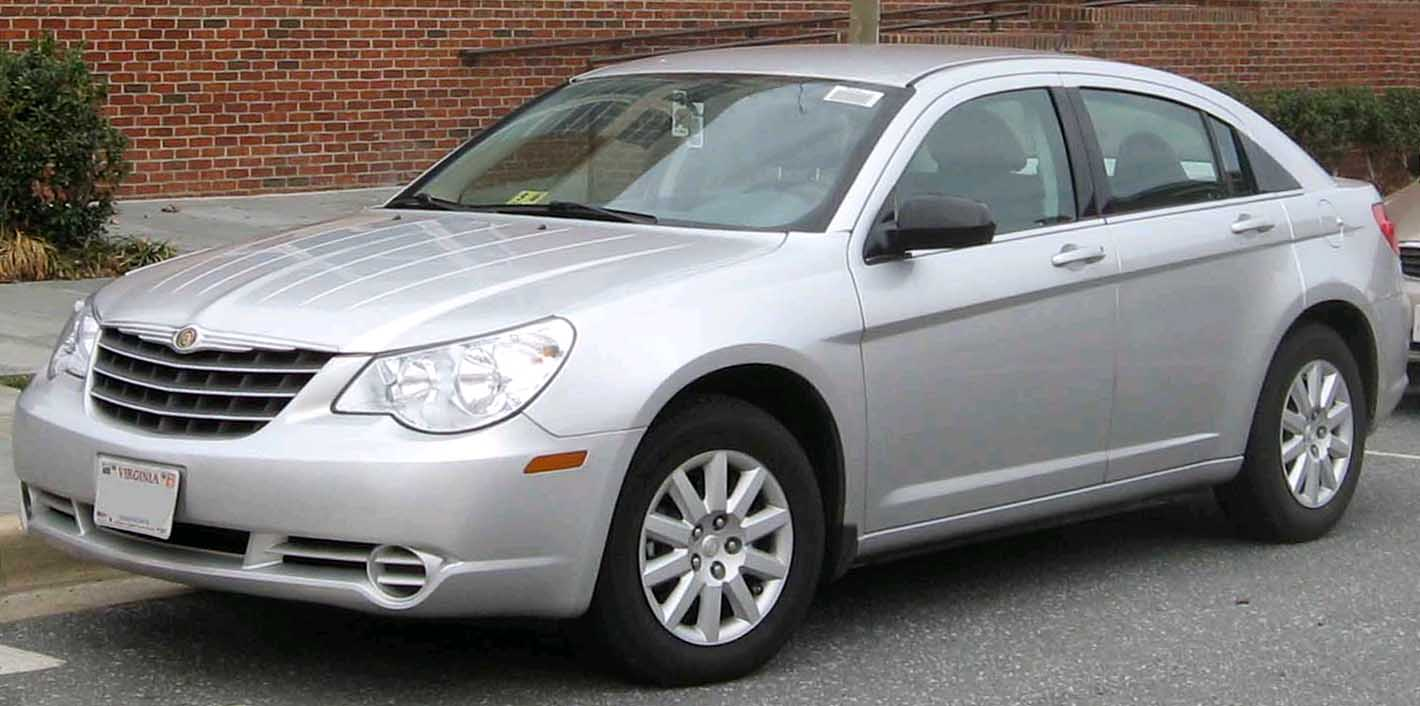
크라이슬러 세브링(세단) 정측면

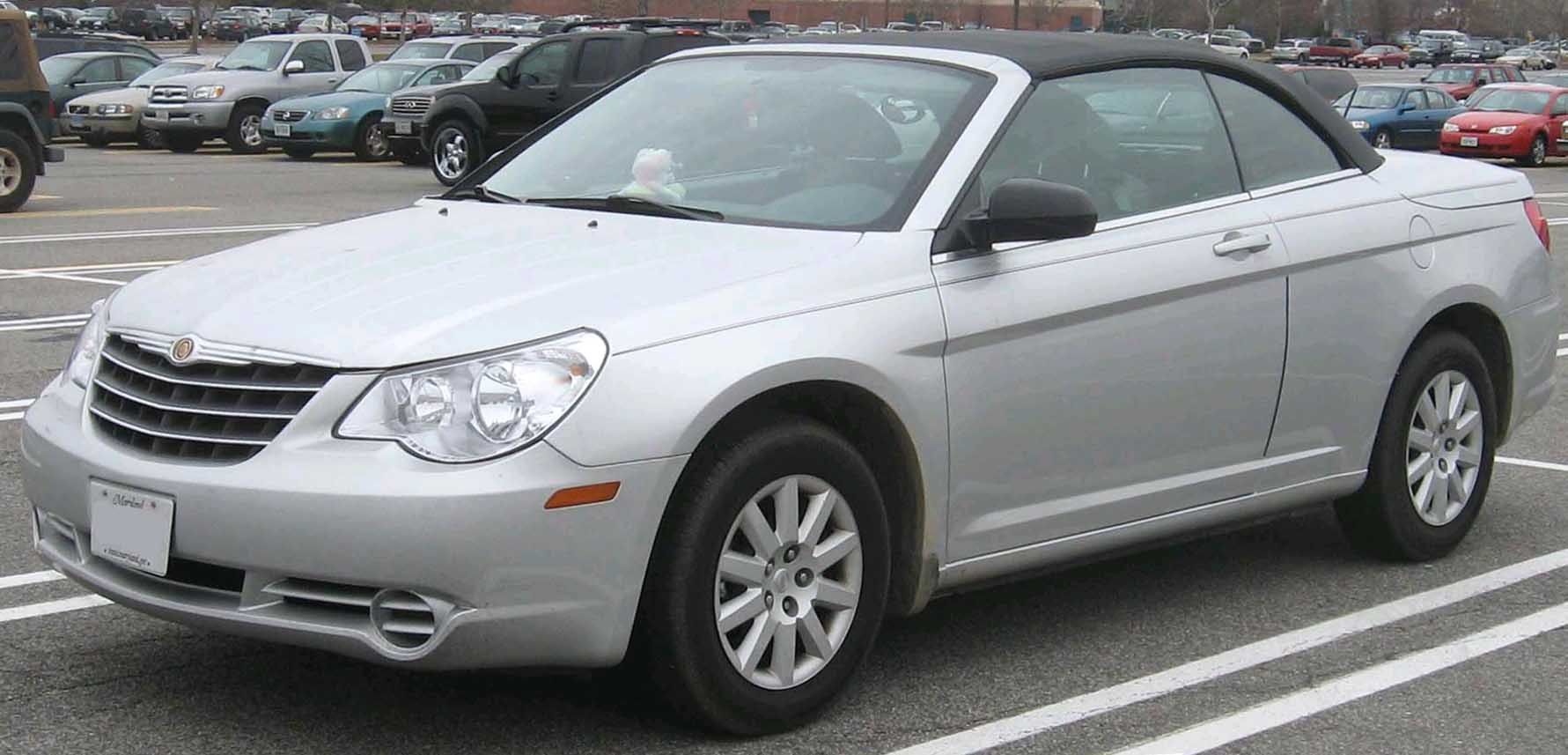
크라이슬러 세브링(컨버터블) 정측면

2007년에 세단이 먼저 출시되었다. 전륜구동 방식의 크라이슬러 JS 플랫폼을 활용하였으며, 외관 디자인은 2003년에 공개된 에어플라이트 컨셉트 카와 크로스파이어의 영향을 받았다. 또한 역대 크라이슬러 차종 중 최초로 정보 엔터테인먼트 시스템인 MyGiG가 채택되었다. 엔진의 경우 GEMA에 의해 설계된 직렬 4기통 2.4L 엔진과 자사의 EER형 V형 6기통 2.7L 엔진, EGJ형 V형 6기통 3.5L 엔진이 탑재되었다. 변속기의 경우 40TS 및 41TES 4단 자동변속기가 장착되었으며, 3.5L 엔진은 62TE 6단 자동변속기가 장착되었다. 또한 세단 모델의 수출 사양은 폭스바겐이 만든 2L 커먼 레일 디젤 터보 엔진과 GEMA의 2L 엔진이 탑재된 대신 3.5L 엔진을 제공하지 않았다. 변속기는 4단 40TES/41TES 자동을 기본으로 6단 62TE 자동이 제공되었고, 수출 사양에는 5단 수동을 기본으로 아이신제 6단 수동도 제공되었다. 초기에 트림은 베이스, 투어링, 리미티드가 제공되었다. 2008년에 베이스 트림을 LX로 개명하고, 리미티드 AWD 트림을 추가했다. 또한 컨버터블이 추가되었다. 컨버터블은 2007년에 로스앤젤러스 오토쇼에서 공개되었고, 소프트탑과 하드탑 모두 장착되었다. LX 트림에는 2.4L 엔진과 비닐 재질의 소프트탑이 장착되었고, 투어링과 리미티드 트림에는 천 소재의 소프트탑이 장착되었다, 그리고 옵션으로 하드탑을 선택할 수 있었다. 엔진은 각각 2.7L와 3.5L가 장착되었다. 2009년에 투어링과 리미티드 트림만 남았고, 페이스 리프트 직전에는 리미티드 트림만 남았다. 2010년에 페이스 리프트 차종이 200으로 개명됨에 따라 세브링은 단종되었다. 대한민국에서는 2007년 3월부터 세단 모델 중 2.4L 엔진과 4단 오토스틱 자동변속기가 조합된 사양이 수입되었다. 2008년 3월에는 하드탑이 장착된 컨버터블 모델도 대한민국에 판매하기 시작했고, 그 해 가을에는 2.0L 디젤엔진과 6단 DCT가 조합된 사양도 추가되었다. 세브링이 200으로 페이스 리프트되기 이전인 2010년부터 판매가 중단되었다.